# Abu Fihr Muhammad ibn 'Abd Allah ibn al-Aghlab
Abu Fihr Muhammad ibn 'Abd Allah ibn al-Aghlab, noto semplicemente come Abu Fihr (... – Palermo, 835), è stato un generale arabo della Sicilia per conto degli Aghlabidi dall'832 all'835. È considerato il primo governatore arabo di Palermo.

## Contesto storico
La caduta di Palermo segnò una svolta decisiva nella conquista islamica della Sicilia: i musulmani ottennero un'importante base militare e navale, e il possesso della città, conosciuta da allora semplicemente come al-Madīna ("la Città"), consentì loro di consolidare il controllo musulmano sulla parte occidentale dell'isola, che divenne una regolare provincia aghlabide. In questo contesto subentrò, nel marzo 832, il primo governatore aghlabide della Sicilia, Abu Fihr Muḥammad ibn ʿAbd Allāh, che arrivò a Palermo in sostituzione di Othman-ibn-Kohreb. La nuova provincia siciliana ottenne fin dall'inizio una moderata autonomia da Kairouan, mentre gran parte della Sicilia centro-orientale rimaneva ancora sotto il controllo bizantino.

## Governatore di Sicilia
Abu Fihr era il cugino di Ziyadat Allah, l'emiro di Kairouan, e si era già distinto nella guerra per la conquista della Sicilia. Quando la città di Palermo cadde sotto i musulmani, Ziyadat decise di nominarlo a capo della nuova colonia siciliana, avviando a poco a poco una struttura amministrativa organizzata. Per l'emiro di Kairouan era indispensabile avere in Sicilia una persona di fiducia per prevenire eventuali rivendicazioni spagnole e indipendentiste. Abu Fihr venne in Sicilia per sedare i dissensi fra le varie componenti etniche musulmane formate da Ifriqiyani e Andalusi.
Dopo una serie di comandanti militari che avevano diretto le operazioni di conquista della Sicilia dall'827 fino agli inizi dell'832, Abu Fihr Muhammad assunse il titolo di governatore o Sâheb (capo) e secondo le storiografie arabe è considerato il primo governatore musulmano della Sicilia nonché il primo della dinastia aghlabite nell'isola.

### Spedizioni militari dell'834-835
Non si ha notizia di nessuna operazione militare in Sicilia nei due anni successivi alla caduta di Palermo. I musulmani erano probabilmente intenti nell'organizzazione della loro nuova provincia, e Abu Fihr si concentrò inizialmente sul consolidamento della posizione araba nella parte occidentale dell'isola dove ottenne alcune vittorie.
Gli scontri tra gli invasori musulmani e i bizantini si concentrarono nell'834-835 su Castrogiovanni (Enna), che era diventata la principale fortezza bizantina nella Sicilia centrale. All'inizio dell'834, Abu Fihr condusse una spedizione e indusse la guarnigione bizantina a rinserrarsi dentro le fortificazioni cittadine. Sconfisse i bizantini sul campo nell'834-835, i quali furono costretti a ritirarsi. Nell'835 i bizantini lanciarono un contrattacco, ma i musulmani ne uscirono vittoriosi, e catturarono la moglie e il figlio del comandante bizantino. I successi musulmani incoraggiarono Abu Fihr a estendere le operazioni militari e le sue forze saccheggiarono la parte orientale dell'isola attorno a Tauromenium (Taormina).
Nello stesso anno Abu Fihr fu vittima di una congiura e assassinato a Palermo per disaccordi politici e amministrativi interni, e i suoi uccisori trovarono rifugio presso i bizantini.
Dopo l'assassinio di Abu Fihr, l'emiro Ziyadat Allah inviò Al-Fadl ibn Ya'qub come governatore temporaneo della Sicilia.